# Дылгоделци
Дылгоделци (болг. Дългоделци) — село в Болгарии. Находится в Монтанской области, входит в общину Якимово. Население составляет 921 человек.

## Политическая ситуация
В местном кметстве Дылгоделци, в состав которого входит Дылгоделци, должность кмета (старосты) исполняет Станислав Николов Иванов (Национальное движение «Симеон Второй» (НДСВ)) по результатам выборов.
Кмет (мэр) общины Якимово — Георги Миланов Георгиев (Национальное движение «Симеон Второй» (НДСВ)) по результатам выборов.